# پارک جونگ مین (بازیگر)
پارک جونگ مین (کره‌ای: 박정민؛ زادهٔ ۲۴ مارس ۱۹۸۷) بازیگر اهل کره جنوبی است. او بیشتر به خاطر بازی در فیلم‌های دونگ‌جو: پرترهٔ یک شاعر (۲۰۱۵) و کلیدی برای دل (۲۰۱۸) شناخته می‌شود. او همچنین نویسندهٔ کتاب یک فرد مفید (A Useful Person) است.
از آثاری که در آن‌ها ایفای نقش کرده می‌توان به همگی محاصره شده‌اید، پاسخ به ۱۹۸۸ و آقای آفتاب اشاره کرد.

## فیلم‌شناسی

### فیلم بلند
| سال  | عنوان                                       | نقش                        | توضیحات          | منابع  |
| ---- | ------------------------------------------- | -------------------------- | ---------------- | ------ |
| ۲۰۱۱ | شب دلگیر                                    | بک هی جون                  |                  |        |
| ۲۰۱۱ | کوتاه! کوتاه! کوتاه! ۲۰۱۰: تئاتر خارق‌العاده | یی مه                      | بخش: «گرسنه»     |        |
| ۲۰۱۲ | ملکه رقصان                                  | رامیون در پکیج             |                  |        |
| ۲۰۱۳ | مشت‌های افسانه‌ای                             | جوانی ایم دوک کیو          |                  |        |
| ۲۰۱۳ | آنفلوانزا                                   | چول گیو                    |                  |        |
| ۲۰۱۴ | جوانان خون‌گرم                               | هوانگ کیو                  |                  |        |
| ۲۰۱۴ | تینکر تیکر                                  | لی هیو مین                 |                  |        |
| ۲۰۱۴ | مد سد بد                                    | بیزن/بو هیون               | بخش: «روح»       | [ ۲ ]  |
| ۲۰۱۴ | مومو سالن                                   | چانگ گیون                  |                  |        |
| ۲۰۱۵ | هتل دل‌شکسته                                 | چن                         |                  | [ ۳ ]  |
| ۲۰۱۵ | اداره                                       | لی وون سوک                 |                  |        |
| ۲۰۱۶ | دونگ‌جو: پرتره یک شاعر                       | سونگ مونگ گیو              |                  |        |
| ۲۰۱۶ | عشق پاک                                     | یونگ سو                    |                  |        |
| ۲۰۱۶ | داستان ترسناک                               | دونگ گون                   | بخش: «خشم جاده»  | [ ۴ ]  |
| ۲۰۱۷ | پادشاه                                      | هو کی هون                  |                  |        |
| ۲۰۱۷ | آرتیست: تولد دوباره                         | جه بوم                     |                  |        |
| ۲۰۱۷ | مورد توجه پادشاه                            | ولیعهد یی‌کیونگ             | حضور ویژه        |        |
| ۲۰۱۸ | کلیدی برای دل                               | جین ته                     |                  | [ ۵ ]  |
| ۲۰۱۸ | دورجنبی                                     | کیم جونگ هیون              |                  | [ ۶ ]  |
| ۲۰۱۸ | غروب در زادگاهم                             | هاک سو                     |                  | [ ۷ ]  |
| ۲۰۱۹ | سواها: انگشت ششم                            | نا هان                     |                  | [ ۸ ]  |
| ۲۰۱۹ | تازا: سرباز یک چشم                          | دو ایل چول                 |                  | [ ۹ ]  |
| ۲۰۱۹ | استارت آپ                                   | گو تک ایل                  |                  | [ ۱۰ ] |
| ۲۰۲۰ | زمان شکار                                   | سانگ سو                    | فیلم نتفلیکس     | [ ۱۱ ] |
| ۲۰۲۰ | از شر شیطان نجاتمان ده                      | یویی                       |                  | [ ۱۲ ] |
| ۲۰۲۱ | مووینگ آن                                   | راوی                       | نسخه طراحی جهانی | [ ۱۳ ] |
| ۲۰۲۱ | معجزه: نامه‌هایی به رئیس‌جمهور                | جونگ جون کیونگ             |                  | [ ۱۴ ] |
| ۲۰۲۲ | تصمیم جدایی                                 | سان اوه                    | حضور ویژه        | [ ۱۵ ] |
| ۲۰۲۲ | رکورد دیگر: لی جی هون                       | خودش                       | مستند            | [ ۱۶ ] |
| ۲۰۲۳ | قاچاقچی‌ها                                   | جانگ دو ری                 |                  | [ ۱۷ ] |
| ۲۰۲۳ | دکتر چون و طلسم گمشده                       | پری شمن                    | حضور افتخاری     | [ ۱۸ ] |
| ۲۰۲۴ | خیزش                                        | جونگ ریو                   | فیلم نتفلیکس     | [ ۱۹ ] |
| ۲۰۲۴ | یک پیروزی                                   | کانگ جونگ وون              |                  | [ ۲۰ ] |
| ۲۰۲۴ | هاربین                                      | وو دوک سون                 |                  | [ ۲۱ ] |
| ۲۰۲۵ | صورت                                        | ایم یونگ گیو/ایم دونگ هوان |                  | [ ۲۲ ] |
| ۲۰۲۵ | Humint                                      | پارک گون                   |                  | [ ۲۳ ] |

### فیلم کوتاه
| سال  | عنوان                          | نقش           | توضیحات                 | نقش           |
| ---- | ------------------------------ | ------------- | ----------------------- | ------------- |
| ۲۰۰۷ | پایان جهان                     | پسر           |                         |               |
| ۲۰۰۹ | عاشقان                         | هو یونگ       |                         |               |
| ۲۰۱۰ | گروه مطالعه                    |               |                         |               |
| ۲۰۱۱ | The Cap of Fools               | پارک جونگ مین |                         |               |
| ۲۰۲۱ | بدون قاب – انتخاب نمایندهٔ کلاس |               | کارگردان و فیلم‌نامه‌نویس | [ ۲۵ ] [ ۲۶ ] |
| ۲۰۲۲ | زندگی فقط یک رویاست            | شمشیرزن       |                         | [ ۲۷ ]        |

### مجموعه تلویزیونی
| سال  | عنوان                             | نقش                | توضیحات                 | منابع  |
| ---- | --------------------------------- | ------------------ | ----------------------- | ------ |
| ۲۰۱۱ | درامای ویژه کی‌بی‌اس: کازینو انسانی | چا ته اوه          | درام تک قسمتی           |        |
| ۲۰۱۲ | ضیافت خدایان                      | جانگ می سو         |                         |        |
| ۲۰۱۲ | زمان طلایی                        | جانگ یونگ وو       |                         |        |
| ۲۰۱۴ | همگی محاصره شده‌اید                | جی گوک             |                         |        |
| ۲۰۱۵ | پاسخ به ۱۹۸۸                      | دوست‌پسر سونگ بو را | حضور افتخاری (قسمت ۸–۹) |        |
| ۲۰۱۶ | دارودسته                          | لی هو جین          |                         | [ ۲۸ ] |
| ۲۰۱۸ | آقای آفتاب                        | آن چانگ هو         | حضور افتخاری (قسمت ۲۲)  | [ ۲۹ ] |
| ۲۰۲۲ | ستاره‌های دنباله‌دار                | پارک جو اون        | حضور افتخاری (قسمت ۱)   | [ ۳۰ ] |

### مجموعه اینترنتی
| سال  | عنوان     | نقش          | توضیحات   | منابع  |
| ---- | --------- | ------------ | --------- | ------ |
| ۲۰۲۱ | عازم جهنم | به یونگ جه   |           | [ ۳۱ ] |
| ۲۰۲۴ | نمایش ۸   | یو فیلیپ     |           | [ ۳۲ ] |
| ۲۰۲۴ | چراغ‌فروشی | کیم یونگ تاک | حضور ویژه | [ ۳۳ ] |
| ۲۰۲۵ | نیوتوپیا  | لی جه یون    |           | [ ۳۴ ] |